# خانه عباس عابدین‌زاده
خانه عباس عابدین زاده مربوط به دوره معاصر است و در شهرستان فومن، شهرک تاریخی ماسوله واقع شده و این اثر در تاریخ ۲۵ اسفند ۱۳۸۰ با شمارهٔ ثبت ۵۳۰۳ به‌عنوان یکی از آثار ملی ایران توسط عباس عابدینی ماسوله به ثبت رسیده است.